# Aeroport de Brest–Bretanya
L'aeroport de Brest–Bretanya (codi IATA: BES, codi OACI: LFRB) és un aeroport internacional francès situat al municipi de Guipavas, a 10 km al nord-est de Brest, al departement de Finisterre, a la regió de Bretanya. És l'aeroport més gran de la regió en nombre de passatgers transportats. El desembre del 2012, va arribar per primera vegada en la seva història a la xifra del milió de passatgers en un any.
És el quart aeroport més important de l'oest de França, per darrere dels aeroports de Bordeus, Nantes i Biarritz.
Propietat del Consell Regional de Bretanya, l'aeroport és gestionat, des de l'1 de gener del 2017, per la societat Aéroports de Bretagne Ouest. Amb un 66% del capital, la Cambra de Comerç i d'Indústria metropolitana Bretanya Oest n'és l'accionista majoritari. Entre els accionistes minoritaris, destaca Aéroports de Lyon (10%), societat concessionària de l'aeroport de Lió–Saint-Exupéry.
L'any 2017, les rutes amb més passatgers van ser les que uneixen Brest amb els dos aeroports parisencs, Orly i Charles de Gaulle, amb 291.636 i 240.998 passatgers, respectivament. Barcelona va ser la destinació internacional en nombre de passatgers, amb 17.000 passatgers transportats durant el 2017.

## Història
La història de l'aeroport de Brest comença durant la Primera Guerra Mundial, quan la marina nord-americana va construir dos hangars per a dirigibles. Amb la fi de la guerra, les instal·lacions van ser abandonades.
El 1931, la Cambra de Comerç de Brest, presidida per Denis-Jean Corre, i convençuda de la importància per al departament de Finisterre d'esdevenir una base transatlàntica aèria, financia l'acondicionament del terreny de Guipavas. El primer aeroclub de Finisterre hi organitza una primera manifestació aèria.
El 1935, la Cambra de Comerç de Brest va obtenir l'usdefruit dels terrenys i va dur a terme tot un seguit de treballs d'excavació i d'equipaments, com ara l'hangar, per fer de les instal·lacions de Guipavas un veritable aeròdrom. L'aeròdrom de Brest–Guipavas serà inaugurat el juny del 1937.
L'aeròdrom va ser ocupat per l'exèrcit alemany durant la Segona Guerra Mundial. L'estat ruinós en què el van deixar, va obligar a la reconstrucció completa de les seves instal·lacions.
El 1949, es van iniciar les primeres expedicions d'aliments peribles cap Anglaterra (maduixes de Plougastel).
El 1955, es va iniciar la primera ruta regular Brest-Ouessant. El 12 de gener del 1961, es va inaugurar la ruta Brest-París per part de la companyia francesa, avui desapareguda, Air Inter.
Per fer front al tràfic creixent, s'amplia la terminal el 1986. Sis anys més tard, s'amplià la pista fins als 3.100 metres. L'1 de desembre del 2007, s'inaugura la nova i actual terminal, que entra en funcionament el 12 de desembre d'aquell mateix any. Dissenyada per l'arquitecte Denis Dietschy, disposa d'una capacitat per acollir 1,4 milions de passatgers anuals.

## Destinacions i aerolínies
| Ciutats              | Nom de l'aeroport                    | Aerolínies                                  |        |        |        |
| Europa               | Europa                               | Europa                                      | Europa | Europa | Europa |
| -------------------- | ------------------------------------ | ------------------------------------------- | ------ | ------ | ------ |
| Bèlgica              |                                      |                                             |        |        |        |
| Brussel·les          | Aeroport de Brussel·les              | HOP! (a partir del 24 de setembre del 2018) |        |        |        |
| Espanya              |                                      |                                             |        |        |        |
| Barcelona            | Aeroport de Barcelona - el Prat      | Vueling (fins al 25 d'octubre del 2018)     |        |        |        |
| França               |                                      |                                             |        |        |        |
| Ajaccio              | Aeroport d'Ajaccio-Napoleó Bonaparte | Volotea (en temporada)                      |        |        |        |
| Bastia               | Aeroport de Bastia-Poretta           | Volotea (en temporada)                      |        |        |        |
| Bordeus              | Aeroport de Bordeus-Mérignac         | Chalair                                     |        |        |        |
| Caen                 | Aeroport de Caen-Carpiquet           | Chalair Aviation                            |        |        |        |
| Figari               | Aeroport de Figari-Sud-Corse         | Volotea (en temporada)                      |        |        |        |
| Lilla                | Aeroport de Lilla-Lesquin            | HOP!                                        |        |        |        |
| Lió                  | Aeroport de Lió–Saint-Exupéry        | easyJet / HOP!                              |        |        |        |
| Marsella             | Aeroport de Marsella Provença        | Ryanair                                     |        |        |        |
| Montpeller           | Aeroport de Montpeller-Mediterrània  | Volotea                                     |        |        |        |
| Ouessant             | Aeroport d'Ouessant                  | Finist'air                                  |        |        |        |
| París                | Aeroport de París-Charles de Gaulle  | Air France                                  |        |        |        |
| París                | Aeroport de París-Orly               | HOP!                                        |        |        |        |
| Pau                  | Aeroport de Pau-Pirineus             | HOP! (en temporada)                         |        |        |        |
| Toló                 | Aeroport de Toló-Hyères              | TUI Fly                                     |        |        |        |
| Tolosa de Llenguadoc | Aeroport de Tolosa-Blanhac           | Volotea                                     |        |        |        |
| Grècia               |                                      |                                             |        |        |        |
| Iràklio              | Aeroport Internacional d'Iràklio     | Aegean (en temporada)                       |        |        |        |
| Regne Unit           |                                      |                                             |        |        |        |
| Londres              | Aeroport de Londres-Southend         | Ryanair (a partir del 5 d'abril del 2019)   |        |        |        |
| Suïssa               |                                      |                                             |        |        |        |
| Ginebra              | Aeroport de Ginebra                  | HOP! (en temporada)                         |        |        |        |
| Àfrica               |                                      |                                             |        |        |        |
| Espanya              |                                      |                                             |        |        |        |
| Lanzarote            | Aeroport de Lanzarote                | TUI Fly                                     |        |        |        |
| Marroc               |                                      |                                             |        |        |        |
| Agadir               | Aeroport d'Agadir-Al Massira         | TUI Fly (fins al 26 d'octubre del 2018)     |        |        |        |
| Fes                  | Aeroport de Fes–Saïss                | Ryanair (en temporada)                      |        |        |        |
| Marràqueix           | Aeroport de Marràqueix–Menara        | TUI Fly (en temporada)                      |        |        |        |